# Một mình trên chiến trường vẫn là chiến sĩ
Nam tước von Goldring, hay Một mình trên chiến trường vẫn là chiến sĩ (tiếng Ukraina: І один у полі воїн, tiếng Nga: И один в поле воин/Và chỉ một chiến sĩ trên chiến trường) là một cuốn tiểu thuyết trinh thám của nhà văn Yury Dold-Mikhaylik, ra đời năm 1956.

## Nội dung
Câu chuyện kể về sĩ quan tình báo, Trung úy Goncharenko, dưới cái lốt là Nam tước Heinrich von Goldring, được cử thâm nhập sâu vào sào huyệt Đức Quốc xã. Anh đã trải qua nhiều tình huống hiểm nguy và căng thẳng trên địa bàn hoạt động rộng khắp: Đức, Pháp, Ý,...
Bên cạnh những cuộc đấu trí, những âm mưu, câu chuyện còn kể lại câu chuyện về tình yêu thời chiến. Cũng như những tiểu thuyết tình báo, phản gián khác, việc thưởng thức từng chi tiết và sự gay cấn là quan trọng, chứ không chỉ hiểu tóm tắt nội dung.

## Chuyển thể
- Xa quê hương (phim, 1960)